# Rhopalomyia psychotriae
Rhopalomyia psychotriae is een muggensoort uit de familie van de galmuggen (Cecidomyiidae). De wetenschappelijke naam van de soort is voor het eerst geldig gepubliceerd in 2014 door Peter Kolesik.
De soort werd in 2010 ontdekt in de provincie Madang in Papoea-Nieuw-Guinea.
De galmug maakt gallen op de bladeren of bladstengels van Psychotria ramuensis, een plant uit de sterbladigenfamilie. De wetenschappelijke naam verwijst naar het geslacht van de waardplant. De gal heeft de vorm van een afgeknotte kegel met een diameter van ongeveer 5 millimeter aan de basis en een hoogte van ongeveer 5 mm, waarin een enkele larve zich ontwikkelt en verpopt.